# 巴勒斯坦民族权力机构
巴勒斯坦民族權力機構（阿拉伯语：‎，羅馬化：as-Sulṭa al-Waṭanīya al-Filasṭīnīya）是巴勒斯坦的政府，現任主席為馬哈茂德·阿巴斯。巴勒斯坦民族權力機構成立於1996年1月20日。根據巴以關於將巴勒斯坦自治擴展到西岸的協議，巴勒斯坦舉行了有史以來第一次大選，選舉巴勒斯坦民族權力機構主席和立法委員會。1996年2月12日，法塔赫的阿拉法特正式宣誓就職主席之位；5月9日，完成內閣組建的工作。
2004年阿拉法特去世后，主席选举于2005年1月9日舉行。马哈茂德·阿巴斯以62.3%的选票当选。
2006年1月25日，舉行立法会选举，伊斯蘭激進派哈马斯赢得立法委員會132个席位中的74席。同年3月29日，由法塔与哈馬斯合作组建的政府宣誓就职，总理为哈馬斯的伊斯梅尔·哈尼亚 。
2007年3月17日，由法塔不承认选举结果非法主導組建自治政府。同年6月12日至6月14日爆發加沙之戰，戰後巴勒斯坦自治政府失去了加沙地带實際管治權，該地改由哈馬斯治理，僅保留了對約旦河西岸的巴勒斯坦飛地的有限控制。
2007年6月17日，新政府在紧急狀態下宣誓就职，由萨拉姆·法耶兹担任总理，接替遭解散的哈馬斯政府；紧急政府可以不通过立法会的批准而直接就职。
2017年，巴勒斯坦总统阿巴斯领导的巴勒斯坦民族解放运动（法塔赫）与巴勒斯坦伊斯兰抵抗运动（哈马斯）10月12日在埃及开罗签署协议，同意和解，结束长期分裂的局面。法塔与哈马斯在开罗举行为期两天的谈判，最终达成协议，根據協議，法塔将于12月1日前接管由哈马斯控制的加沙地带，不過協議最終並未落實。
2024年2月26日，穆罕默德·什塔耶向巴勒斯坦总统马哈茂德·阿巴斯提交辞呈并解散政府，但继续维持看守政府，直到新政府成立。